# HD 240429
HD 240429 eller Krios och HD 240430 eller Kronos är en vid dubbelstjärna, belägen i den mellersta delen av stjärnbilden Cassiopeja. De har en skenbar magnitud av ca 9,70 respektive 9,56 och kräver åtminstone en stark handkikare eller ett mindre teleskop för att kunna observeras. Baserat på parallax enligt Gaia Data Release 2 på ca 9,7 mas, beräknas de befinna sig på ett avstånd på ca 336 ljusår (ca 103 parsek) från solen. De rör sig närmare solen med en heliocentrisk radialhastighet på ca -21 km/s.

## Egenskaper
Båda stjärnor i systemet är gula stjärnor i huvudserien av spektraltyp G. HD 240430 är en solliknande stjärna i utseende, men den verkar ha ätit sina egna planeter, för vilket den har fått smeknamnet Kronos, efter den grekiska guden och ledaren för den första generationen av Titaner. Dess ovanliga egenskaper beskrivs av ett team av astrofysiker vid Princeton University 2017.
De rör sig tillsammans genom rymden och antas att kretsa l långsamt kring varandra, med en uppskattad omloppsperiod av ca 10 000 år. Kronos har en högre halt av element som litium, magnesium och järn i dess atmosfär än Krios. De är de mest kemiskt olika dubbelstjärnorna som hittills har upptäckts. Den ovanliga och rika kemiska sammansättningen leder forskare till slutsatsen att Kronos har absorberat många av sina omgivande planeter. Enligt uppskattningar kan stjärnan ha absorberat minst 15 jordmassor.